# Castell de Rubí
El Castell de Rubí és un castell de Rubí (Vallès Occidental). Des d'una restauració extensiva als anys 1990 troba en bon estat. L'edifici actual del castell està compost de tres cossos, oest (part noble), nord i est, que envolten un pati a la part sud. Des de 1996 va ser transformat primer en Ecomuseu Urbà i des de 2000 en Museu Municipal Castell. És una obra declarada bé cultural d'interès nacional.

## Descripció
És un gran casal residencial, transformat en masia. Hi ha notícies que al segle xvii va ser reconstruït el castell de Rubí. L'any 1963, J. Miralta en un article titulat «¿Cual será el futuro de El Castell de Rubí?» escrivia: «Arqueológicamente, el castillo según parece no es de mucho valor, pero contiene ventanales valiosos y está íntimamente vinculado a la historia de Rubí. Su construcción se remonta a unos trescientos años…. El castillo podría ser habilitado como un hogar de institución cultural, ya que contiene amplias salas y algunas de sus dependencias adaptadas a la obra que se considerase más oportuna. Naturalmente que sería obligado llevar a cabo una profunda reparación».
L'últim masover que hi hagué en aquest casal va ser Miquel Vila, successor de les generacions de la seva família des de la meitat del segle xviii. Hi ha restes arqueològiques (properes) del perímetre del castell d'època romànica.

## Història

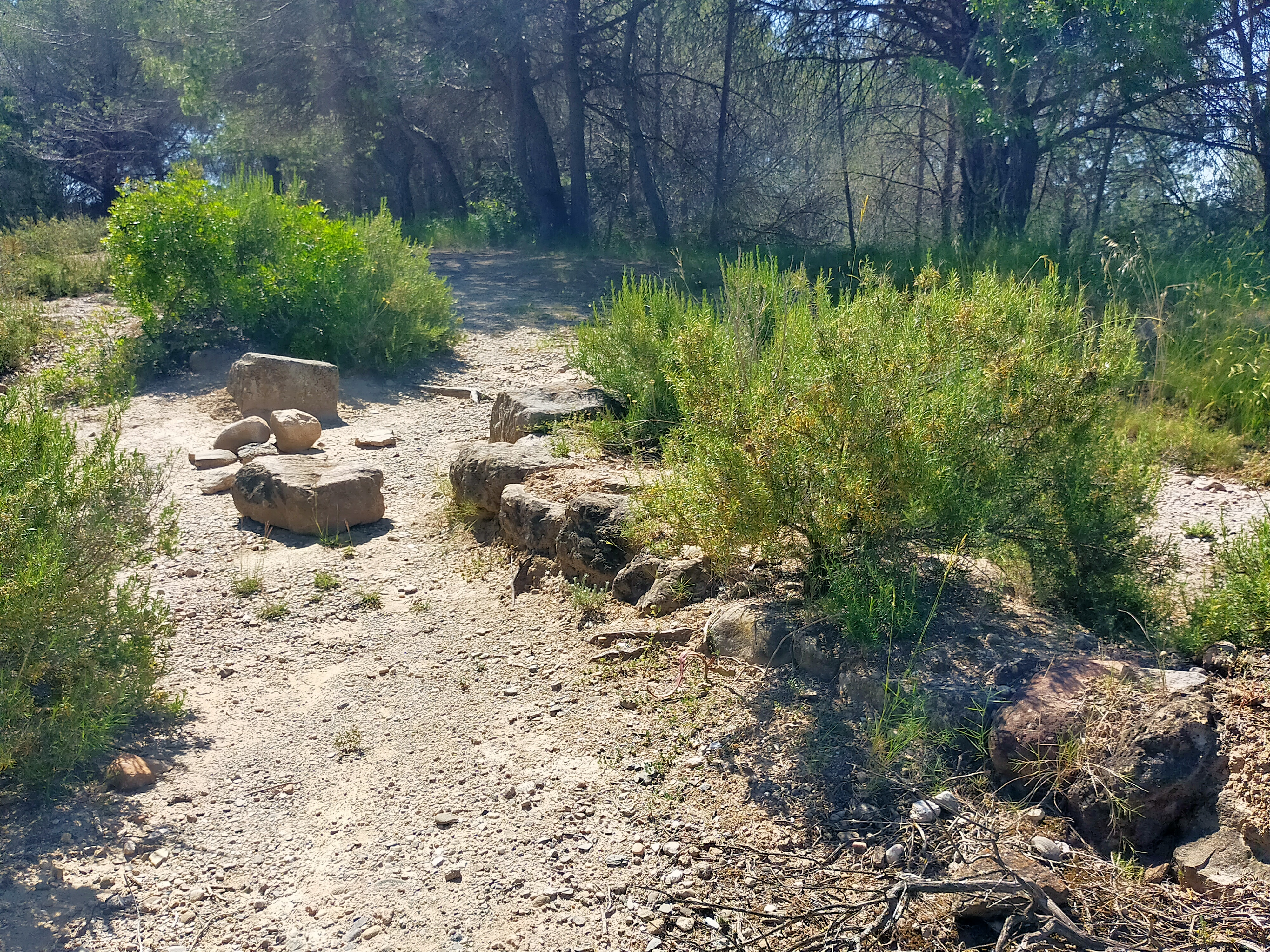
Restes del castell de Sant Genís

El 986 apareix documentat per primera vegada l'església de Sant Pere de Rubí quan Mir i Escolàstica venen a l'abat de Sant Cugat i bisbe de Girona, Ot, terra amb cases, cort amb arbres al terme d’Aquallonga (Valldoreix) junt a Sant Pere de Rubí protegida pel castell de Sant Genís o de «Rio Rubio». La primitiva ermita consagrada a Sant Genís de Rubí, ja està documentada el 1080 quan el fill de Seniofred de Rubí, Ramón Seniofred, deixa un llegat, entre d'altres més, a aquesta ermita.
Un primer esment d'un castell de «Rio Rubio» és esmentat el 994 quan el bisbe Vives de Barcelona compra a Riquilda la quarta part d'un molí al terme del «riu Rubio» amb les seves aigües, resclosa, pedres i moles, rec i cap de rec, ferradura i altres elements per tres mancusos d’or.
El 1002 el papa Silvestre II va confirmar-ne la possessió a favor del monestir de Sant Cugat del Vallès. El domini eminent corresponia, pel que sembla, als comtes, ja que aquest castell consta entre la sèrie de castells que la comtessa Ermessendis va donar en garantia al seu fill Berenguer Ramón I el 1023.
Seniofred de Rubí era el 1017, el veguer del castell que havien nomenat els comtes. Amb posterioritat, s'adverteix la instal·lació del llinatge dels Claramunt; ja al segle xi, Saurina de Claramunt es va casar amb Ramón de la Guàrdia i el seu fill Guillem va heretar el castrum de Rivo Rubeo, tot i mantenir-hi el cognom de Claramunt. Construït com a castell-palau o vegueria, va reedificar-se com a casa forta (emmurallada) cap al 1223.
El 1251, Guillema de Claramunt i Ponç III de Cervera concordaren sobre l'herència de Guillem de Claramunt, on s'esmena aquest castell. Any després, Guillem de la Guàrdia va vendre el castell a la família Torrelles.

## Cronologia

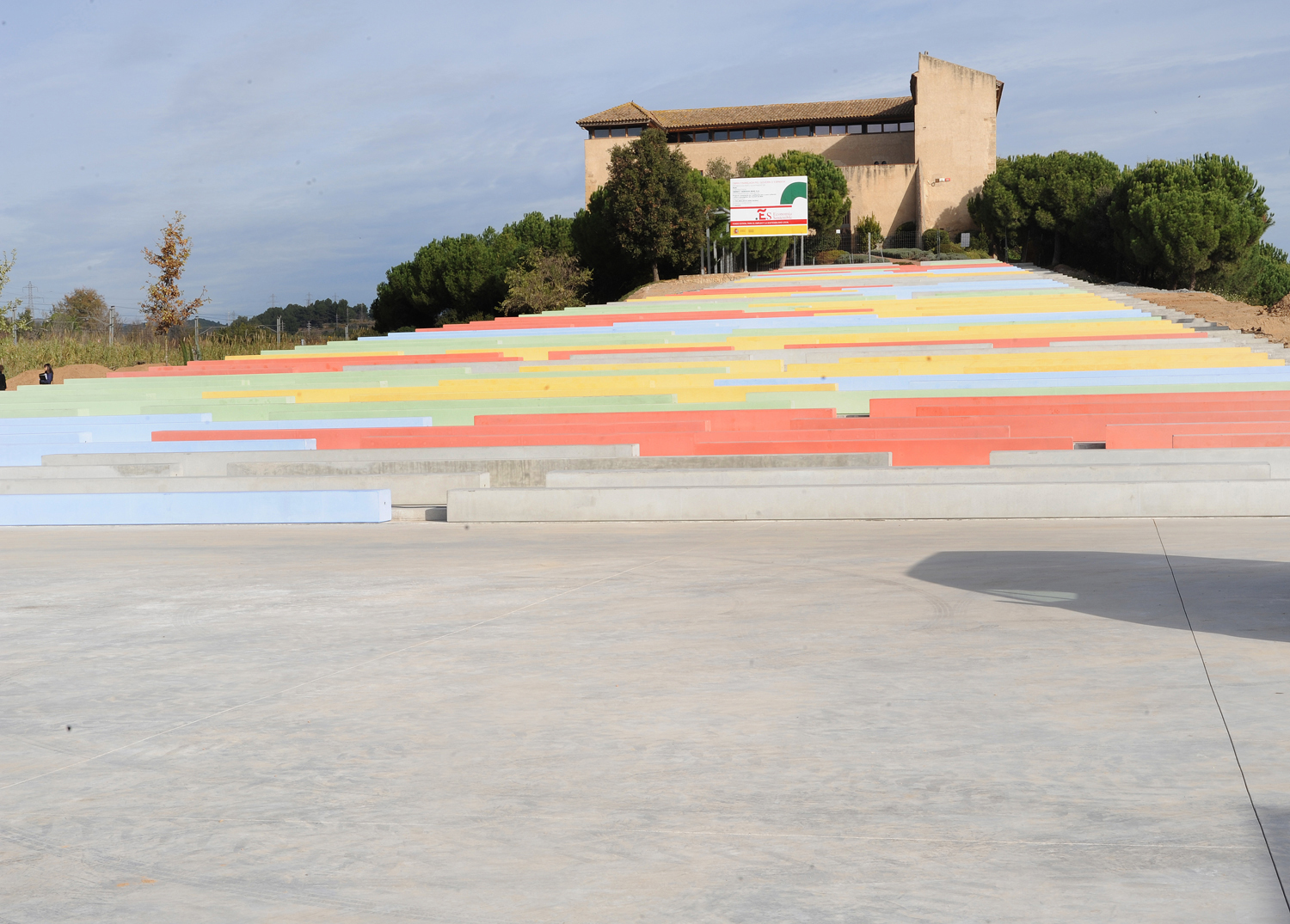
Castell de Rubí i amfiteatre

Entre 1989 i 1990 l'arqueòleg medievalista Josep Maria Vila i Carabassa va fer un estudi del castell i de la seva cronologia, distingint diverses fases.
Fase 0 (986-1233)
Correspon a la fortalesa que s'aixecava uns 200 m a l'oest de les restes de l'ermita de Sant Genís.
Fase 1 (1233-segle xiv)
La fase 1 arrenca del 9 d'agost de 1233, quan Berenguer de Rubí rep permís de Jaume I el Conqueridor per construir una domus per defensar-se dels seus enemics. Seria un casal de planta en forma de L concebut com a residència del senyor de Rubí, i en el que es van establir els Templers, que van morir en la croada de Jaume I.
El 1361 la família Torrelles convertí el casal en el seu castell i s'abandonà definitivament la fortalesa de Sant Genís. L'edifici és ampliat i presenta un aspecte de fortificació militar on hi viu el saig, encarregat de fer complir les ordres del senyor. Fou concebut com el punt de defensa del terme de Rubí i com a centre d'administració feudal.
Fase 2 (segle xv)
La fase 2 arrencaria de finals del segle xiv, quan la jurisdicció civil i militar que ostenta el señor de Rubí passa dels Torrelles a mans del rei Joan I. Com a conseqüència de l'abolició d'aquestes jurisdiccions, l'edifici passa a convertir-se en residència senyorial i perd el seu caràcter militar anterior. D'aquesta època (s. XV) data la porta d'accés a la balconada que dona al pati i el cos E, amb els seus merlets (avui només es poden veure des del pati), els elegants finestrals gòtics i les pintures murals a l'interior, malauradament molt malmeses, i que representen sobretot vaixells.
Fase 3 (segle xvi-xvii) 
A la fase 3 el castell és transformat en una masia, però no s'hi operen grans canvis en la seva estructura.
Fase 4 (segle xviii)
A principi del segle xviii, el castell continua sent una casa de camp més on hi vivien els masovers. Es va construir una teulada d'una sola vessant al cos E, cosa que va fer que desapareguessin els merlets de la paret oriental, i es reomplissin els espais entre els que s'aixecaven a la paret occidental que l'havien coronat.
Fase 5 (segle xix-xxi)
Finalment, a la fase 5 l'edifici pateix una sèrie d'enderrocaments de parets i es degrada notablement. Va passar successivament a mans de diverses famílies, fins que el 1983 fou adquirit per l'Ajuntament de Rubí, que el remodelà per instal·lar-hi el 1996 el Castell-Ecomuseu urbà, tot operant-se grans canvis en la seva estructura arquitectònica i malauradament destruint alguns elements d'interès arqueològic i arquitectònic. Des de 2000 acull el Museu Municipal Castell (MMUC). El 2010 es construeix en la seva cara est un amfiteatre.